# Osarin
Osarin (àrab: أُوصرين, Ūṣarīn) és un vila palestina de la governació de Nablus, a Cisjordània, al nord de la vall del Jordà, 16 kilòmetres al sud-est de Nablus. Segons l'Oficina Central Palestina d'Estadístiques tenia 1.630 habitants en 2006.
Segons el cens de Palestina de 1931, ordenat per les autoritats del Mandat Britànic de Palestina, Usarin tenia 34 cases ocupades i una població de 122 musulmans.